# Anna Dorothea Therbusch-Lisiewska
Anna Dorothea Therbusch-Lisiewska (ur. 23 lipca 1721 w Berlinie, zm. 9 listopada 1782 tamże) – niemiecka malarka polskiego pochodzenia.

## Życiorys

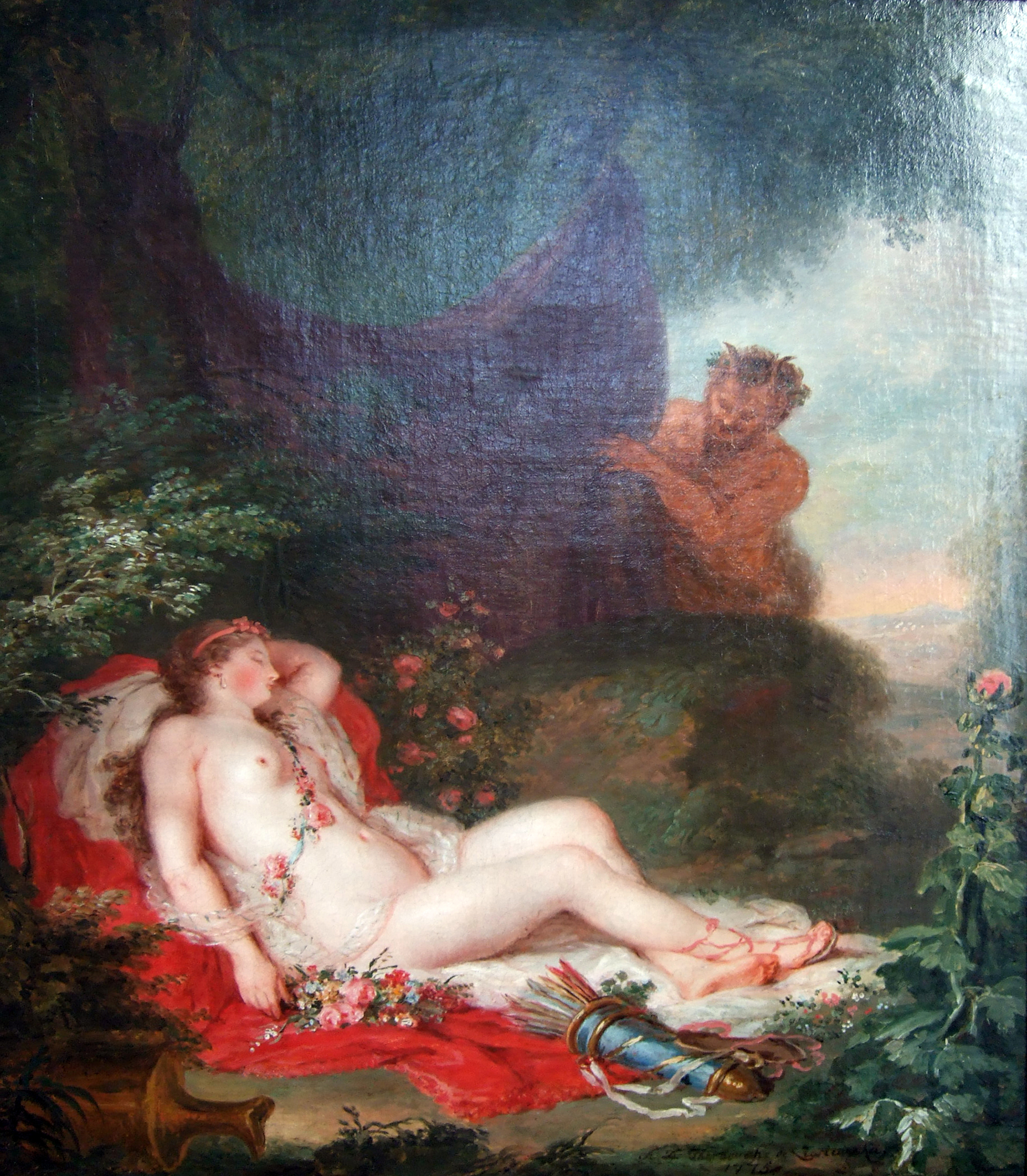
Jowisz i Antiopa, 1775

Urodziła się w rodzinie o tradycjach artystycznych, jej ojciec Georg Lisiewski (1674–1750), brat Christoph Friedrich Reinhold (1725–1794) oraz siostry Anna Rosina (1713–1783) i Julia (1723–1794) także byli malarzami. Kształciła się u boku ojca, brała też lekcje u Antoineʼa Pesneʼa w Paryżu. Była żoną Ernsta Friedricha Therbuscha (1711–1773), karczmarza z Berlina, z którym miała czworo dzieci. W 1760 opuściła rodzinę, by zająć się sztuką. Przebywała na dworach w Stuttgarcie i Mannheim, w 1775 wyjechała do Paryża. Spotykała się w tym czasie z Denisem Diderotem i w 1774 została członkinią Académie Royale. Do Berlina powróciła ze względu na problemy materialne w 1769 i szybko zdobyła znaczną popularność. Pracowała na zlecenie Fryderyka II i Katarzyny II, wykonywała też portrety burżuazji i mieszczan. W ostatnich latach życia malowała w jednej pracowni z bratem Christianem Friedrichem.
Anna Dorothea Therbusch-Lisiewska malowała przede wszystkim portrety, rzadziej poruszała tematykę mitologiczną. Pozostawiła po sobie około 200 prac, z czego 85 to portrety. Posługiwała się głównie techniką olejną, rzadziej pastelami. Większość obrazów znajduje się w zbiorach niemieckich, Muzeum Narodowe w Warszawie posiada jej dwie prace: Portret Anny von Wartensleben i Portret zbiorowy rodziny książęcej.

## Wybrane prace
- Diana i nimfy, 1771, Poczdam,
- Apoteoza Stanisława Augusta Poniatowskiego, 1779,
- Fryderyk II, król Prus (1712-1786), 1772, olej na płótnie, Wersal.
- Portret Denisa Diderota, ok. 1767,
- Autoportret w monoklu, 1777, Gemäldegalerie, Berlin.